# 高山嚮導
高山嚮導，又稱登山嚮導都受過專門訓練和豐富的經驗。

## 技巧
高山嚮導，確保登山客安全或滑雪團體安全。專業類導遊的出現在19世紀中葉時，阿爾卑斯式攀登成為公認的一項運動。
除了確保安全，專業的登山嚮導經常提供高山的經驗，尤其是在客戶端登山者有限的時間或設備，缺乏合格的合作夥伴或去拜訪一個陌生的領域。這些額外的高山嚮導服務就很重要。
服務可能包括：
- 對山路線精確的局部知識，天氣、雪、冰川等條件。
- 滑雪、雪崩、攀岩、攀冰，教導正確利用工具，如冰鎬、冰爪、繩索、登山錨固系統、雪崩信標等等。

## 外部連結
- Chamonix Mountain Guides Team - www.mountain-guide-adventure.co.uk/ （页面存档备份，存于）
- Compagnie des guides de Chamonix Mont-Blanc - www.chamonix-guides.eu （页面存档备份，存于）
- International Federation of Mountain Guide Associations (IFMGA/UIAGM) - www.ivbv.info （页面存档备份，存于）
- The American Mountain Guide Association (AMGA) in Boulder, CO (USA) - www.amga.com （页面存档备份，存于）
- Association of Canadian Mountain Guides (ACMG) Canmore, AB - www.acmg.ca （页面存档备份，存于）
- - Mountain Guide School www.mountaineeringtrainingschool.com
- http://www.4000plus.ch/Swiss%5B%5D Mountain Guides Association (ASGM) - www.4000plus.ch